# トランスジェンダー

トランスジェンダー・プライド・フラッグ

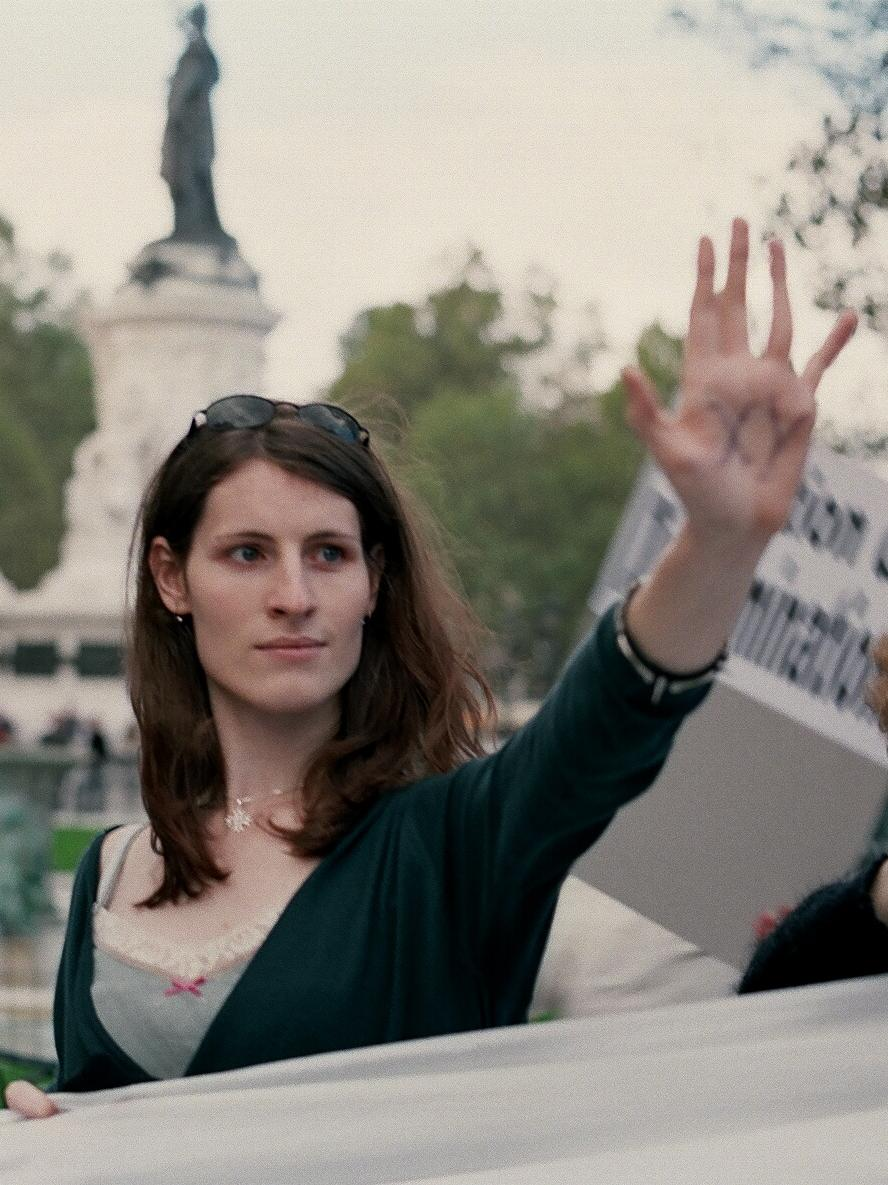
2005年10月1日にパリで行われたデモに参加したトランスジェンダーの活動家

トランスジェンダー（英語: transgender）とは、出生時点の身体の観察の結果、医師により割り当てられ、出生証明書や出生届に記入された性別、あるいは続柄が、性同一性（ジェンダー・アイデンティティ）と異なる人々、またはジェンダー表現と異なる人々を示す総称である。
トランスジェンダーは「トランス（trans）」と短縮して表現されることがある。また性的少数者のひとつとして挙げられる。Xジェンダーを含めた多くのトランスジェンダーが自分の身体が自身の性同一性と一致しないことに苦痛を感じ、ジェンダー・トランジションを試みることがある。単に趣味や性癖で異性装（男装や女装）をする人はトランスジェンダーに含まれないが、出生時に割り当てられた性別と性同一性が異なっているものの性別適合手術などを受けていない人もトランスジェンダーの中にいる。

## 概要と定義
ジェンダー（gender）とは、社会的に構築されたものであり、染色体、ホルモン、生殖器官など性的特徴に基づく、女性、男性、インターセックスといった性別（sex）とは異なる概念であるものの、相互作用する。ジェンダーが、出生時に割り当てられる性別と一致する人もいれば、一致しない人もいる。性同一性は、性自認やジェンダー・アイデンティティとも呼ばれ、自身の性（ジェンダー）をどのように認識しているのかを指すもので、自称ではない。性同一性がどのように決定されるのかについて、単一の説明はできない。多くの専門家は、遺伝的影響や出生前のホルモンなどの生物学的要因、または初期の経験、青年期または成人期の経験、それらがジェンダー・アイデンティティの発達に複合的に寄与する可能性があると考えている。性同一性は3～4歳で認識し始めると言われている。
また、一般的に、ジェンダー表現（性表現）はその人物の性同一性と関係していることも多いが、必ずそうであるわけではない。特定のジェンダーを連想される、もしくは特定の性役割にならった外見、行動や態度は、必ずしもそれと一致した性同一性を持つことを意味するわけではない。
「トランスジェンダー」とは、性同一性や性表現が、出生時に割り当てられた性別と一致しない人を指す包括的な用語である。性同一性という言葉を使わず、「本人の体験し表出するジェンダー」と説明されることもある。「トランスジェンダー女性（トランス女性）」は、女性の性同一性をもち出生時に医師により男性と割り当てられた人、「トランスジェンダー男性（トランス男性）」は、男性の性同一性をもち出生時に医師により女性と割り当てられた人を指す。「MtF（Male to Femaleの略）」や「FtM（Female to Maleの略）」という言葉も使われていることはあるが、「トランスジェンダー女性」や「トランスジェンダー男性」の方がより望ましい表現とされる。ただし、本人が呼ばれたい呼称を使用するのが大前提であるので、本人が「MtF」や「FtM」という呼び名を希望し、「トランス女性」や「トランス男性」と呼ばれることを望まないのであれば、強要すべきではない。性同一性が男女のどちらでもない人はXジェンダーやノンバイナリーといった用語を使う場合もある。「トランスジェンダー」は形容詞であるため、通常は人を形容する言葉として、「トランスジェンダーの人」「トランスジェンダー女性（トランスジェンダー男性）」「トランス女性（トランス男性）」などと、人を指す名詞と併用して使われる。
性同一性障害（現在は性別不合という診断名）という疾患名として医学で使われる言葉もある。トランスジェンダーに性同一性障害の人々も含まれるが、その用語の成り立ちや当事者の使用感覚の観点からも「トランスジェンダー = 性同一性障害」ではない。トランスジェンダーの人の中には性別違和を感じる人も多く、それを解消するためにホルモン補充療法や性別適合手術を受ける人がおり、そうした場合に医学的な診断が必要となる。このような措置を望まない、もしくは必要としない人もいれば、金銭的、医学的、制度的な理由で選択できない場合もある。
トランスジェンダーとは、複数の性同一性（ジェンダー・アイデンティティ）の総称で、出生時に割り当てられた性別と対極にある性同一性（トランス女性とトランス男性）の他に、男女（性別二元制）の枠にはまらない性同一性（Xジェンダー、ノンバイナリー、ジェンダークィア、アジェンダーなど）も含む。トランスジェンダーに第三の性別を含む場合もある。
トランスジェンダーであることは、その人のセクシュアリティ（性的指向）とは独立した概念である。すなわち、異性愛、同性愛、バイセクシュアル、アセクシュアルなどを含む多様なセクシュアリティを持つトランスジェンダーの人がいる。
トランスジェンダーの人がどれくらい存在するのかを把握するのは困難だが、2020年のアメリカの調査によれば成人人口のうち約1.9％が、2021年のアメリカの国勢調査では約0.6％がトランスジェンダーであるとされている。

### トランスジェンダーに含まれないもの
トランスジェンダーに、性的嗜好（英語: sexual preference）であるオートガイネフィリアは含まれない。この用語を日本に紹介した精神科医、針間克己によれば、オートガイネフィリアとは、男性が自身が「女性だと想像すること」によって性的興奮を得ることを指す。針間はまた、トランスジェンダーの定義が「性自認」を問題にするものである以上、「性的嗜好」であるオートガイネフィリアは区別されるべきであるとの見解をしめしている。なお、この用語自体を否定する立場も存在する（後述）。
また、トランスジェンダーという用語は、クロスドレッサー（異性装もしくは女装）やドラァグクイーンとは異なるものである。とくにトランスジェンダー女性をクロスドレッサー（女装）とは表現できない。
トランスジェンダーに対して、出生時に割り当てられた性別と性同一性が一致している人（トランスジェンダーではない人）のことをシスジェンダーと形容する。

### 不適切な説明
トランスジェンダーを「体の性と心の性の不一致」と簡易的に説明することがあったが、これはもともと医療の現場で必要に応じて用いられてきたものであった。トランスジェンダーを「体の性と心の性の不一致」と表現するのは不正確であり、「元男性」「元女性」といった言い方も不適切である。「生物学的男性」「生物学的女性」「遺伝的男性」「遺伝的女性」「男性に生まれた」「女性に生まれた」という説明も複雑なものを単純化しすぎており、反トランスジェンダーの活動家によって多用されやすいので、使用は避けた方が良いとされている。とくに「生物学的性別」という言葉はトランスジェンダーの概念と対極にあるかのように誤解されやすいが、実際は「性別（sex）」という用語は二元論で語れるほどに単純ではなく、最も権威のある学術ジャーナルの1つである『Nature』でも「性別は2つであるという考えは安易であり、現在の生物学者は性別はスペクトラム（多様な形態）であると考えている」と説明されている。

## 類似の用語との違い

### 性同一性障害（性別不合・性別違和）
トランスジェンダーの人々は過去には精神疾患として扱われてきた歴史があったが、ICD-11によって、出生時に割り当てられた性別と自分が認識するジェンダーが一致しないことは性別不合（Gender Incongruence）という呼称で定義されるようになり、精神疾患としては扱われなくなった（以前は性同一性障害、性転換症、性別違和と呼ばれたりもした）。例えばICD-10にあった「性転換症（トランスセクシュアリズム）」「子どもの性同一性障害」といった診断カテゴリは「成人期・思春期の性別不合」「小児期の性別不合」にそれぞれ置き換えられた。この変更はあくまで脱精神病化であり、なおも当事者が望めば性別適合手術などの医療行為を受けることはできる。
ICD-11に基づく医療分類の見直しが各国に求められており、アメリカではICD-11は早ければ2025年に、遅れた場合でも2027年までに適用する予定となっている。

### トランスセクシュアル（トランスセクシャル）
当初、「トランスセクシュアル（transsexual）」という用語は、医学的な外科的処置（性別適合手術）によって自分の身体を性同一性と一致させた人々を指していた。また、トランスジェンダー研究の分野でも用いられていた（例えば、サンディ・ストーンの『The Empire Strikes Back: A Posttranssexual Manifesto』）。
しかし、外科手術まで望まない当事者の存在や、日本など性別移行当事者に対する医療や法律の整備が遅れている国といった事情もあるため、このプロセスどおり進まない人も大勢存在する。当事者が精神疾患などと結び付けられてきた過去もあり、この医学界でよく用いられたトランスセクシュアルという言葉を不快に感じる当事者もいる。そのため使用は避ける方が望ましいとされる。トランスジェンダーという言葉はトランスセクシュアルという単語と比べて、より包括的であり、当事者のスティグマを悪化させることはない。このため、公的な組織の中にはトランスセクシュアルという用語の使用を控える場合もある。それでも医学的処置のうち、身体的な性別移行（トランジション）を希望した人のなかには、トランスセクシュアルという呼称を希望する人もいるため、個別の当事者を尊重する必要がある。
この用語は「性別適合手術済みのトランスジェンダー」を「トランスセクシュアル」と呼び、「トランスジェンダー」の言葉のほうには性別適合手術をしていない人も含まれるといった誤った二分法に基づいて反トランスジェンダー活動家によって恣意的に使い分けられることがある。こうした様々なトランスジェンダーの人々から「真の」トランスセクシュアルを選り分けるような意図でもってこの用語を使用するのは不適切である。
なお、「transsexual（トランスセクシュアル）」と「transsexualism（トランスセクシュアリズム）」の2つの用語は意味が異なる。「transsexualism」は完全に医学的な用語であり、日本語では「性転換症」とも呼ばれていたが、ICD-11によって、「gender incongruence（性別不合）」という呼称に変更された。

### トランスヴェスタイト
「トランスヴェスタイト（transvestite）」という言葉は、女装や男装をする人を服装倒錯者としてみなした用語であり、後に侮蔑的な言葉として認識され、「クロスドレッサー」という言葉に置き換えることが望ましいとされる。クロスドレッサーやドラァグクイーンはジェンダー表現であるが、クロスドレッサーはプライベートなライフスタイルの選択で、ドラァグクイーンは主に仕事のパフォーマンスである。トランスジェンダーは初期の頃は異性装から自己発見を始めることがあるものの、その体験はクロスドレッサーとは異なり、トランスジェンダーの人は一日の終わりなどに簡単に異性装を解いたりできず、性同一性についてのときに絶え間ない苦悩を経験することになる。

### トランスジェンダリズム
「トランスジェンダリズム（transgenderism）」という用語は、基本的にトランスジェンダー当事者の間では使われない。トランスジェンダーの権利に反対する言動を展開しており極右との関連も指摘されているLGBアライアンスは、トランスジェンダリズムという言葉を用いて活動している。他にも、右派コメンテーターのマイケル・ノウルズは「トランスジェンダリズムは根絶されなければならない」と発言した。
LGBT関連の監修も行っているGLAADは、トランスジェンダリズムという単語は、反トランスジェンダー活動家によって、トランスジェンダーの人々を非人間的に扱い、危険なイデオロギーのようにみなす際に用いられている言葉なので、使用は避けるべきであると注意を促している。GLAADは「トランスジェンダリズムは、反トランスジェンダー活動家によって作られた偽の用語です。このレトリックは恐ろしいほど無責任で、罪のない人々や子供たちを危険にさらしています。あらゆるプラットフォームでこのレトリックを使用する人々を反トランス活動家として特定する必要があります」と声明を出している。
もともとは1960年代から医学界の一部で用いられていた用語で、トランスセクシュアルやトランスヴェスタイトを内包する言葉だった過去がある。トランスジェンダーを扱う作家で科学者であるジュリア・セラーノは、「トランスジェンダリズム」という用語はトランスジェンダーの人々を指すコミュニティ内の言葉であった歴史があり、トランスジェンダーの活動家のいくつかの本のタイトルとしても用いられたこともあったものの、2020年の前後あたりからトランスジェンダー差別的な人たちが潜在的に危険な政治的イデオロギーと混同させるように故意に悪用するようになったと解説している。この差別的な用い方の初期の例としては、2014年のシーラ・ジェフリーズの著書『Gender Hurts: A Feminist Analysis of the Politics of Transgenderism』がある。
また、前述の政治的イデオロギーと混同させる事案と同義の用法として近年の日本では「トランスジェンダリズム」を「性自認至上主義（性自認主義）」と表記する者がいる。

### オートガイネフィリア
「オートガイネフィリア（autogynephilia）」という言葉は、反トランスジェンダーな立場をとる性科学者であるレイ・ブランチャードが考案したもので「（少なくとも一部の）トランス女性は自分自身を女性として見ることで性的満足を得ているフェティシズムの男性である」と主張するために造語した用語である。オートガイネフィリアの概念は一般にはほとんど支持されておらず、科学的とみなされていない。この単語は、トランスジェンダー差別主義的な人たちの間で使用されている。

### ノンバイナリー（Xジェンダー）
性同一性が男女のいずれでもない性別であると認識している人の中には「ノンバイナリー（Xジェンダー）」という言葉を自分に当てはめる者もいる。「Xジェンダー」は主に日本で使われる用語で、英語圏における「ノンバイナリー」とほぼ同様の意味である。また、社会における男女二元論的な規範とは異なるかたちで自分を認識したり、表現したりする人の総称として「ジェンダー・ノンコンフォーミング」という言葉もある。
また、「トランス」という接頭辞が、「世間においての、「男性」「女性」という二元論的性別観を前提に一方の性別から他方の性別への完全な移行」を表すニュアンスをもつことから、例えば「Xジェンダー」のような独自の性別をもつ者や、社会的制度としてのジェンダー自体を否定する者は、ジェンダーベンダー（gender bender、性別をねじ曲げる人）、ジェンダーブレンダー（gender blender、性別を混合する人）、ジェンダークィア（genderqueer、既存の性別の枠組みにあてはまらない、または流動的な人）と名乗る場合もある。
ノンバイナリー（ジェンダー・クィア）の人々も、トランスジェンダーを自認することがある。これらのアイデンティティは特に男性または女性に限られるわけではなく、アジェンダー、アンドロジナス、バイジェンダー、パンジェンダー、ジェンダーフルイドである可能性もあり、シス規範性の外に存在するものである。バイジェンダーとアンドロジナスは重複するカテゴリである。たとえば、バイジェンダーの個人は、男性と女性の役割の間を行き来したり（ジェンダーフルイド）、同時に男性と女性の両方である（アンドロジナス）と自認することがある。そして、アンドロジナスの人々は、ジェンダーを超えている、またはジェンダーレスである（アジェンダ）、ジェンダーの間にある（インタージェンダー）、ジェンダーを超えて移動する（ジェンダーフルイド）、同時に複数のジェンダーを示す（パンジェンダー）といった可能性がある。ノンバイナリーのジェンダー・アイデンティティは、性的指向とは無関係である。

### 第三の性

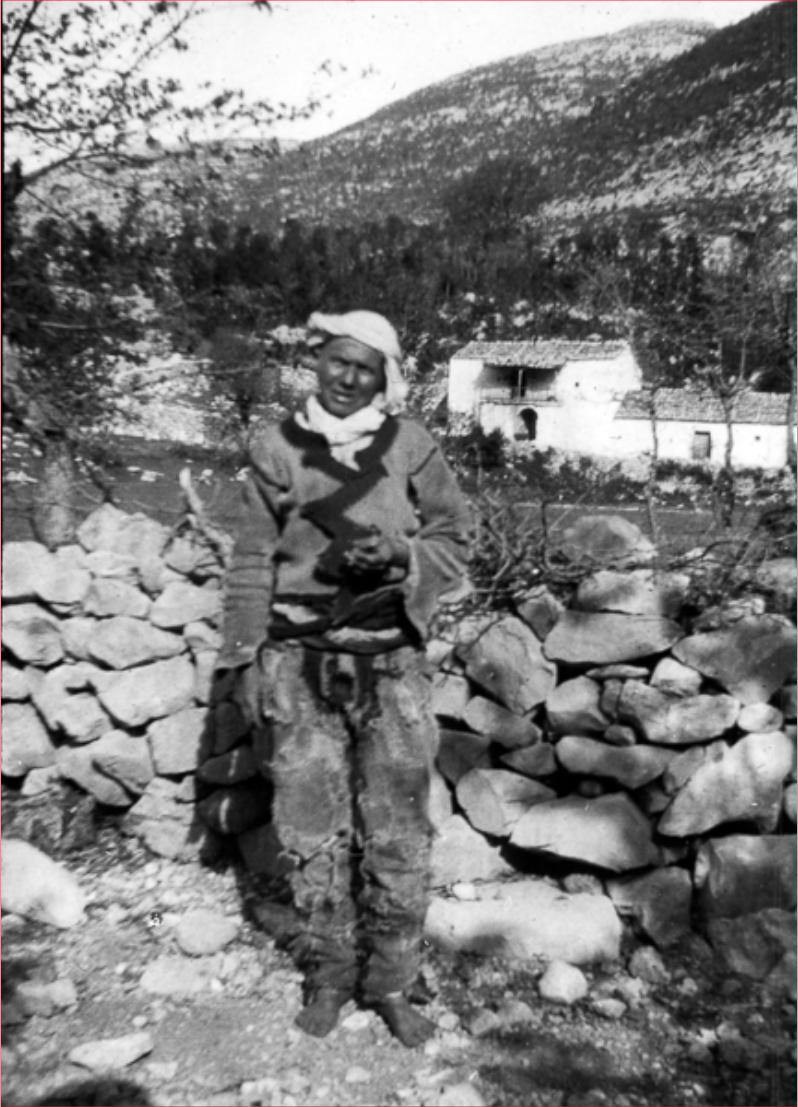
1908年5月16日に撮られたオスマン帝国の統治下のアルバニアの宣誓処女

非西洋文化圏の一部でノンバイナリー（Xジェンダー）に近い人々が伝統的に第三の性として認知されていた。例を挙げると、ナバホ族のナドゥル、南アジアのヒジュラー、ドミニカ共和国のゲイヴドーシェあるいはマチィ・エムブラ、ザンビアのクウォル・アトゥムオル、フィリピン・セブ州のバヨットあるいはラキン・オン、インドネシアのワリア、タヒチのマフ、フィリピンのバクラやバベイラン、インドネシアのバンシ、タイのカトゥーイあるいはサーオプラペーッソーン（SP-2）、ミャンマーのアコルト、マレーのアクニュアー、オマーンのハンニース、トルコのコチェック、セネガルのゴールディグーナ、モロッコのハッサスなどがある。
アルバニア・コソボ共和国・モンテネグロなどバルカン半島には、女性が長老に宣誓した当日から死ぬまでずっと男性として生活する宣誓処女という、ローマカトリックやイスラム教の団体も受け入れている文化がある。宣誓処女になることを希望した女性は、長老の前で誓いを立て、短髪にして男性服を纏い、煙草を吸いながら身のこなし男性らしく見えるようになるまで練習をする。誓いを立てた後に男性名に改名する者も多く、誓い通り残りの人生を未婚で生きる。

## 歴史

### 古代
現在の「トランスジェンダー」という言葉が意味している「出生時に身体で割り振られた性が自身の性同一性またはジェンダー表現と異なる人々」は新しく現れたものではなく、「トランスジェンダー」という言葉が生まれてもいない頃、太古の人類の歴史から出生時の性別とは異なる性別で生きてきた人は存在したと推察されており、それを示唆する考古学的証拠は世界各地でいくつも発見されている。
最も初期のものだと、紀元前5000年 - 3000年頃、シュメール神話の女神イナンナに仕えた司祭であるガラが挙げられる。
また、世界中の多くの民族の間で、男女二元論に当てはまらないさまざまな性別が存在しており、先住民の中には今もその文化を継承しているものもいる。
性器や生殖能力に基づいて男性と女性の2つに区分されるという現在に普及している規範的考えは現代的な西洋価値観に基づいて広まったものとされるが、実際は人類は歴史のほとんどでさまざまな文化の中で男性性と女性性の流動的な概念を持って生きてきた。こうした事実の発見が遅れた理由として、考古学者は、性別二元論に適合しない人が大昔にいるという証拠に定期的に出くわしても、「異常」または「曖昧」とみなして認識してこなかったことが指摘されている。

### 1800年代

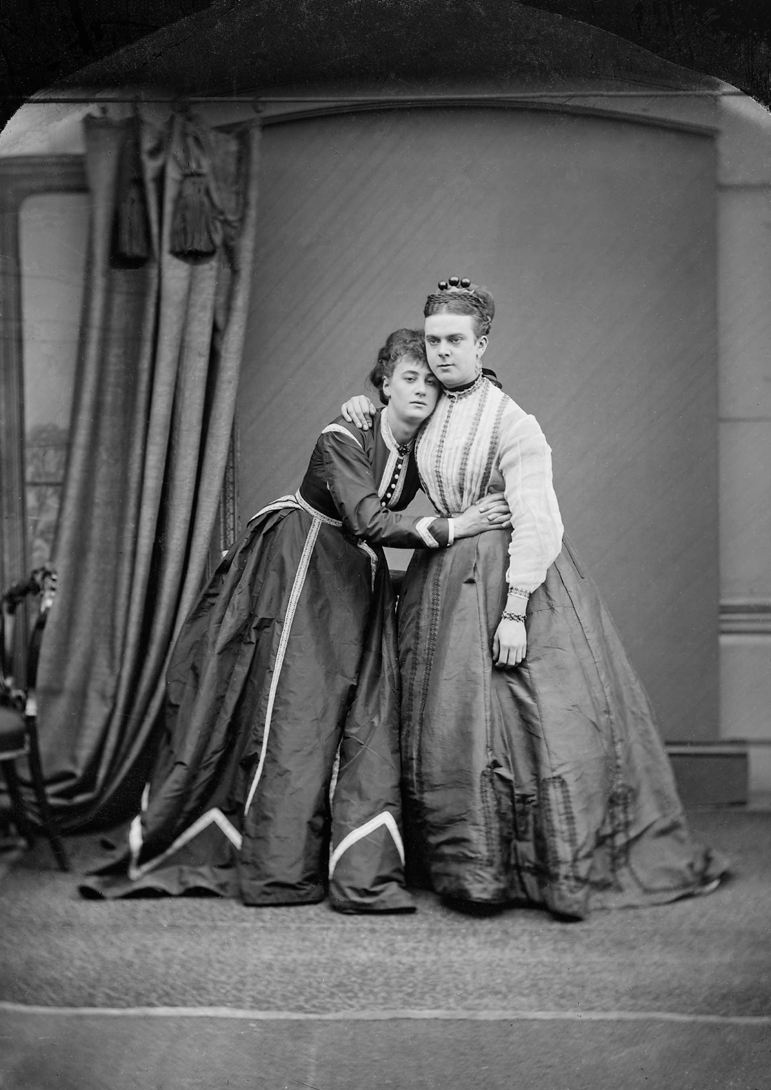
フレデリック・パーク（右）とアーネスト・ボールトン（左）：2人はファニーとステラという名でも知られる（1869年）

性同一性と性的指向の現代的な概念はまだ存在しておらず、混在するように扱われた。例えば、性科学の専門家で人権社会運動家でもあるカール・ハインリッヒ・ウルリッヒスは、男性の精神を持っていて性的魅力を女性に感じる女性の身体の人を「Urningin」、女性の精神を持っていて性的魅力を男性に感じる男性の身体の人を「Urning」と呼ぶことを提唱した。
出生時の性別どおりの規範的な振る舞いをしないこと（同性愛や異性装を含む）は「ソドミー」と呼ばれ、1800年代ではアメリカの多くの地域ではソドミーが違法であり、異性装をしたことで逮捕された人々が大勢いた。著名な例として、アーネスト・ボールトンとフレデリック・パークやジョゼフ・ロブデルなどが挙げられる。

### 1900年代：用語の変移
性同一性と性的指向の現代的な概念が作られて明確に区別されるようになり始め、現在の「トランスジェンダー」という言葉が少しずつ構築されていったのが1900年代である。
簡単に説明すると1910年にTransvestite（トランスヴェスタイト、異性装）という単語が作られ、1949年にはTranssexual（トランスセクシュアル）という単語が生まれ、1971年にTransgender（トランスジェンダー）という単語が出現した。
詳しい経緯としてはまず、1910年、ドイツの性科学者であるマグヌス・ヒルシュフェルトが「Transvestite」という用語を生み出し、異性装者を表した。また、1923年には「Transsexualism」という言葉も用いた。
1949年、デイビット・オリバー・コールドウェルという性科学者が、「Transsexualism」という言葉からインスピレーションを得て「Transsexual」という単語を考え出した。
1965年にジョン・F・オリベン博士は「Transgender」や「Transgenderism」という単語を最初に使用し始め、それは「Transsexual」と同じで、手術によって移行する人を指していた。
1970年代に活動家のヴァージニア・プリンスが「Transgender」という言葉を普及させ、「Transsexual」とは別の意味で、当事者の言葉としてこの「Transgender」が定着するようになった。この当時は、「Transvestite」は異性装をした人々を意味し、「Transsexual」は手術によって性別を変えた人々を示し、「Transgender」は活動で用いられる言葉となり、3つの単語が区別されていた。しかし、1990年代になると「Transsexual」と「Transgender」の2つの単語の区別が薄れ始めた。そして規範的な性別の概念に適合しない幅広いアイデンティティを包括する概念を表す言葉として「Trans」を用いるようにもなった。
20世紀はメディアや医療技術の発達もあって、多くのトランスジェンダーの著名人も登場した。カール・M・ベーア（1906年）やアラン・L・ハート（1917年）は女性から男性への性別適合手術を受けた初期の人物となり、ドラ・リクター（1930年）やリリー・エルベ（1931年）は男性から女性への性別適合手術を受けた初期の人物となった。1952年にはアメリカのトランス女性クリスティーン・ジョーゲンセンによって性別適合手術が広く認識されるようになった。

### 1900年～2000年代：権利運動
性的少数者への取り締まりが厳しくなった1950年代、同性愛者の権利運動が散発的に動き出す中、トランスジェンダーの権利運動も同時期に起き始めた。1952年、ヴァージニア・プリンスは「Transvestia: The Journal of the American Society for Equality in Dress」というニュースレターを始め、これはアメリカ初の政治的なトランスジェンダーの出版物であると考えられている。1959年にはロサンゼルスのカフェでの警察による逮捕に反発してトランスジェンダーなどのグループが抗議し、これはクーパードーナツの反乱と呼ばれた。1966年にはコンプトンズ・カフェテリアの反乱も起きた。
そんな中、1969年6月28日、ニューヨークのゲイバー「ストーンウォール・イン」が警察による踏み込み捜査を受けた際、居合わせた性的少数者らが警官に真っ向から立ち向かい、これはストーンウォールの反乱と呼ばれ、セクシュアル・マイノリティの権利運動の転機を迎えたとされる。このストーンウォールの反乱で中心的な役割を果たしたのが、有色人種のトランスジェンダーであった。これを契機にシルビア・リベラとマーシャ・P・ジョンソンが「Street Transvestite Action Revolutionaries（STAR）」という当事者団体を結成した。
1960年代では「ゲイ」という言葉がセクシュアル・マイノリティの権利運動の最前線で用いられていた。しかし、最初のプライド・パレードが1970年に始まりだすも、一部の同性愛者はトランスジェンダーの人々を差別し、運動から排除しようとした。そもそも権利運動の出発点に貢献したのはトランスジェンダーだったにもかかわらず、その存在は過小評価された。そんな状況を憂い、1990年代にはトランスジェンダーも包括しなければいけないという理解が増し、「LGBT」という用語が登場し、権利運動で掲げられるようになっていった。以降、LGBTという用語と共にトランスジェンダーの権利が人権として国際的に扱われている。
2000年代初頭、トランスジェンダーの当事者がインターネット上で互いに繋がることで、独自のサブカルチャーを築く機会が増えた。同時に、2000年代以降、メディアに取り上げられることも増加し、世間一般のトランスジェンダーに対する社会的認知度が急増した。

## 性的指向
ジェンダー、ジェンダー・アイデンティティ、トランスジェンダーであることは、性的指向とは異なる概念である。性的指向は、個人が他人に魅力を感じる一定のパターン（ストレート、レズビアン、ゲイ、バイセクシュアル、アセクシュアルなど）であるのに対して、ジェンダー・アイデンティティは、自分自身のジェンダーに対する生まれつきの認識（男性、女性、ノンバイナリーなど）を指す。トランスジェンダーの人はどのような指向でも持つことがあり、一般には生まれつきの性別ではなく、自分のジェンダーに対応するラベルを使う。たとえば、他の女性にのみ惹かれるトランスの女性は一般にレズビアンだと認識され、女性にのみ惹かれるトランスの男性はストレートだと認識される。多くのトランスの人は、他の用語に加えて、またはその代わりに、自分の性的指向をクィアと表現している。
20世紀の大半は、トランスジェンダーのアイデンティティは同性愛や異性装と混同されていた。初期の学術文献では、性科学者はhomosexual and heterosexual transsexual（同性愛および異性愛のトランスセクシュアル）というラベルを使用して、トランスジェンダーの個人の性的指向を出生時の性別に基づいて分類していた。批判者は、これらの用語を「異性愛差別主義（ヘテロセクシズム）」、「時代遅れ（archaic）」、侮辱的であると考えている。最近の文献では、男性に惹かれる（男性愛）、女性に惹かれる（女性愛）、両性に惹かれる（バイセクシュアル）、どちらにも惹かれない（アセクシャル）などの用語を使用して、性同一性に言及せずに人の性的指向を説明することが多い。セラピストは、クライアントのジェンダー・アイデンティティと好みを尊重して用語を使用する必要性を理解するようになってきている。
2015 アメリカ合衆国トランスジェンダー調査は、27,715人のトランスジェンダーおよびノンバイナリーの回答者のうち、自分の性的指向を一番よく表している単語として、21%がクィア、18%がパンセクシュアル、16%がゲイ、レズビアン、または同性愛、15%が異性愛、14%がバイセクシュアル、10%がアセクシュアルだと答えている。2019年のカナダの調査では、2,873人のトランスおよびノンバイナリーの人のうち、51%がクィア、13%がアセクシュアル、28%がバイセクシュアル、13%がゲイ、15%がレズビアン、31%がパンセクシュアル、8%が異性愛、4%がtwo-spirit、9%が不明またはクエスチョニングと回答している。

## 宗教
ローマカトリック教会は、数年に渡ってLGBTコミュニティへのアウトリーチ活動に携わってきており、たとえば、コネチカット州ハートフォードにあるOpen Hearts outreachなどのFranciscan urban outreach centersを介して現在も継続してアウトリーチを続けている。一方で、バチカンはトランスジェンダーの人々が代父母になることはできないと考えており、移行を自傷行為と比較している。
イングランド国教会は、2017年の公会議で、アングリカン・チャーチがトランスジェンダーの人々を受け入れられるようにする動議を可決した。ウェブサイトでは、トランスジェンダーの人々をサポートするために、新しい名前が刻まれた聖書を贈ることができるとさえ提案している。

## フェミニズム
トランスジェンダーの女性に関するフェミニストの見解は時代とともに変化してきたが、一般的にはよりインクルーシブ（包摂的）なものになってきている。第二波フェミニズムでは、トランスジェンダー女性は「本物の」女性として見られておらず、女性だけの空間を侵略していると考えられたため、トランスジェンダー女性に反対する多数の衝突が起こった。第二波フェミニズムでは性別とジェンダーの区別について議論されたが、一部のフェミニストはトランスジェンダーのアイデンティティとフェミニストの大義との間に矛盾があると信じていた。たとえば、男性から女性への移行は女性のアイデンティティを放棄またはその価値を毀損しており、トランスジェンダーの人は伝統的なジェンダーロールやステレオタイプを受け入れていると考えていた。第三波フェミニズムの出現（1990年頃）までに、優勢な考え方は、トランスジェンダーとゲイの両者のアイデンティティをよりインクルーシブにする方向に変化した。インターセクショナリティな第四波フェミニズム（2012年頃に開始）は幅広くトランスインクルーシブである。トランスジェンダーの排除は、トランス女性とシス女性の両方にとってフェミニズムを弱体化させる。
しかし、トランスジェンダーに排他的なグループや考え方は少数派のままであるものの、世界各地で観察できる。トランス女性も女性であることを受け入れないフェミニストは、「トランス排除的ラディカルフェミニスト（TERF）」や「gender-critical feminists（ジェンダーに批判的なフェミニスト、ジェンダー・クリティカル・フェミニスト）」と呼ばれるようになっている。こうした人たちからなるロビー団体がいくつか存在し、それら団体は「人間は生まれながらに決して変えることのできない特定の性的特徴を持っているのであって、女性であることが社会でどのように扱われるかという点も合わせて、独特の特徴を共有している。ゆえにトランスジェンダー女性は真の女性ではない」という考え方を基盤としている。
一方で、これらの反トランスジェンダーを前提にフェミニストを自称する人たちに対して、フェミニズムの視点から異を唱えるフェミニストもいる。レズビアンでフェミニストでもある作家のサラ・アーメッドは「生物学的性別に基づいてフェミニズムを定義しようとすることは、LGBTQ+フェミニスト活動の歴史を無視することであり、女性は家父長制社会によって生物学に基づいて定義を押し付けられてきた」と語っている。

## 健康
一部のトランスジェンダーの人々が、自分の外見を自分の性同一性により近づけるためにさまざまな取り組みを行い、このプロセスを「性別移行（トランジション）」と呼ぶ。これは、服装、名前、代名詞、行動を変えるなど個人的なプロセスの他に、ホルモン療法、ボイス・トレーニング、脱毛、性別適合手術などのヘルスケアも含まれ、身分証明書の名前や性別マーカーの変更など法的措置を講じる場合もある。
トランスジェンダーの人々は、そうでない人々と比べて、メンタルヘルスの不調を抱えている傾向があり、また医療のアクセスに困難を経験している。
アメリカの調査では、トランスジェンダーの約38%が深刻な精神的苦痛を報告しており、約40％が生涯に自殺未遂をしたことがあると答えている。また、うつ病のリスクも4倍近く高くなるという研究もある。
こうした健康問題を改善するには、ジェンダー・アファーメーションとメンタルヘルス・サポートを同時に行っていくことが望ましいとされる。ジェンダー・アファーミング・ケアの有効性は専門家によって証明されている。
調査によると、トランスジェンダーの78%が、トランジションによって人生の満足度が向上したと答えている。
逆に性別移行（トランジション）をやめることを「ディトランジション」と呼ぶが、これは性別移行を後悔しているからという理由だとは限らない。以前のジェンダーに戻るための人もいれば、妊娠するために一時的にホルモンを中止した人、何らかの事情で医療にアクセスできなくなった人も含まれる。

## 法律
国や地域では、個人が自身の性同一性を反映するために、法的な性別または名前を変更する法的手続きが存在することがある。その手続きの手段や条件はさまざまで、国によっても大きく事情が異なる。
2006年の国際人権法の専門家会議において採択された「ジョグジャカルタ原則」では、「法的性別変更の要件として、性別適合手術、不妊手術またはホルモン療法その他の医療処置を受けたことを強制されない」と説明されている。そのため、アルゼンチン、デンマーク、マルタ、アイルランド、フランス、ノルウェー、ベルギー、ギリシャ、ポルトガル、ルクセンブルクなどでは医師の診断書がなくても法的性別変更が認められる。また、スウェーデン、カナダ、イギリス、スペイン、アメリカの一部、メキシコの一部などでは性別適合手術を受けなくても法的性別変更が認められる。2017年4月、欧州人権裁判所は、法的な性別認定のために不妊手術を要求することは人権侵害であるとの判決を下した。
一方で、医療処置の強制を条件としている国もある。例えば、日本では性同一性障害者の性別の取扱いの特例に関する法律によって、「生殖腺の機能を永続的に欠く状態」やトランス女性に対しては「他の性別の性器の部分に近似する外観を備えていること」と定められ、つまりトランス女性は陰茎・陰嚢などの外陰部切除及び女性外陰部への形成や精管の切除並びにトランス男性には卵管・子宮の切除手術などで生殖能力を失わなければ、戸籍上の性別を変えることができない。こうした条件の難しさや手術にかかる高額な費用といった理由で、日本全国のトランスジェンダーのうち、性別適合手術を受けて戸籍上の性別を変更できた人は、わずか2割にとどまっている。これについて国連の自由権規約人権委員会からは改善するように勧告する声が上がっている。

## 差別
トランスジェンダーの人々は多くの差別に晒されており、それらは当事者の健康や命を脅かしている。こうしたトランスジェンダーへの差別や偏見は「トランスフォビア」と呼ばれている。シスジェンダーのアイデンティティがトランスジェンダーのアイデンティティよりも評価されるべきであるという文化的および体系的なイデオロギーのことを「シスジェンダリズム」ということもある。
トランスジェンダー当事者は、出生時につけられた名前とは別の名前で生活していることがある。現在使用していない名前を本人の同意なく使用することは「デッドネーミング」と呼ばれ、差別にあたるので注意が必要である。本人の性同一性と異なる性別で扱うことは「ミスジェンダリング」と呼ばれ、その人の生き方を否定する侮辱的な行為として問題視される。また、英語圏などでは性同一性に合った代名詞の利用を求める当事者もおり、中には「she/her」「he/him」以外の代名詞（「they/them」）などを使用することがあるので、本人の意思に反した間違った代名詞を利用してはいけない。ただし、代名詞でトランスジェンダーかどうかを推定することはできない。
トランスジェンダーの人々の4人に1人以上が偏見のために職を失い、4分の3以上が職場で何らかの形の差別を経験している。また、トランスジェンダーの児童・生徒の半分（約51%）がトランスジェンダーであることを理由に学校でいじめを経験している。身分証明を求められる選挙には投票を躊躇するトランスジェンダー当事者も少なくない。
ワシントンD.C.のトランスジェンダーおよびジェンダー・ノンコンフォーミングを対象に公衆トイレでの経験について調査した2013年のレポートによれば、18％が男女別トイレへのアクセスを拒否された経験がある答え、68%が男女別トイレで少なくとも1回以上は言葉による嫌がらせを受け、9％が男女別トイレで少なくとも1回以上は身体的暴力を受けたと回答した。トランスジェンダーの人々にとって自分の性同一性に一致する公衆トイレにアクセスするのは困難をともなうことがあり、制度や法案で禁止されてしまうことさえ起きている。こうした事情もあり、ユニセックストイレ（オールジェンダートイレ）の設置が行われることがある。
トランスジェンダーの人々はヘイトクライムのターゲットとされている。イギリスでは2020年から2021年に警察が記録したトランスジェンダーの人々に対するヘイトクライムは2630件で、前年から16%増加した。それでもトランスジェンダーの人々の88%が深刻な事件を報告していないため、この数値は依然として大幅に過少報告されているとされる。ILGA-Europeの2023年2月の報告によれば、過去10年の中で2022年はヨーロッパと中央アジア地域においてクィアとトランスジェンダーの人々が最も暴力に晒された年となったことが示されている。殺害予告や脅迫も起きている。
2020年10月1日から2021年9月30日までの間に、世界中で少なくとも375人のトランスジェンダー、ノンバイナリー、ジェンダー・ノンコンフォーミングの人々が殺害された。被害者の96%はトランス女性またはトランスフェミニンの人々で、殺害された人の半分以上（58%）はセックスワーカーであり、10人に4人は移民となっている。アメリカではトランスジェンダーの中でも黒人女性がとくに危険な目に遭っているとされ、この期間にアメリカで殺害された53人のトランスジェンダーのうち、有色人種は89％を占めていた。基本的な統計では一般に15歳から34歳までのアメリカ人の年間殺人率は12000人に約1人だが、黒人のトランス女性の割合だけを見ると、2600人に1人という計算になり、非常に命が脅かされていることが浮き彫りになっている。
さらにトランスジェンダーの2人に1人は性的虐待や暴行を受けており、細かく見ると15%は警察の拘留中または刑務所にいる間に性的暴行を受けたと報告しており、10%が医療専門家から性的被害に遭っている。
オンライン上でもトランスジェンダーの人々は頻繁に嫌がらせを受けている。「Tranny」や「shemale」といった言葉はトランスジェンダーを侮辱する際に用いられる。SNSにおけるトランスジェンダー差別主義的な人たちの間では恐竜の絵文字が揶揄的に使われたりもする。トランスジェンダーに関するデマや誹謗中傷が極めて広範囲にわたって流布される事態も起きている。中には銃乱射事件の犯人とトランスジェンダーを結び付けて誤情報と共に差別を助長する事例もあり、右翼議員や4chanがその発信源となっている。
報道機関がトランスジェンダーを誤って報道している問題も「Trans Media Watch」によって指摘されている。ジェンダー・アイデンティティの信用性を落とす狙いで、「性自認もありうるなら、特定の人種や動物も自認できるのだろうか」と話題を逸らす事例もある。
ネオナチなどの極右がトランスジェンダー差別に関与する事例も確認されている。トランスフェミニストのジュリア・セラーノは著書『ウィッピング・ガール』の中で、トランス女性はトランスフォビアと女性嫌悪が組み合わさってより過激な攻撃の対象となることを説明し、これをトランスミソジニーと呼んでいる。
トランスジェンダーの人々はシスジェンダーの人々よりも希死念慮が高く、自殺に追い込まれている。

## 論争
子どもの年齢で性別移行を考え始める人もいるが「性別移行したことを後悔している子どもが多い」という主張も一部で広まっている。しかし、イギリスのNHS（国民保健サービス）の報告書によれば、NHSを使って性別移行をした3398人に調査したところ、性別移行を後悔していたのは0.47%との結果がでており、性別移行を後悔している子どもが多いことを裏付けるようなデータはない。にもかかわらず「性別移行をやめた人は、本当はジェンダー規範による抑圧に苦しんでいるだけで、ジェンダー・アイデンティティを誤認している」という主張や、「トランスジェンダーの活動家たちによって子どもたちが性別移行へとそそのかされている」といった陰謀論的な主張が流布されることもある。さらに子どもへのジェンダー・アファーミング・ケアを児童虐待であると主張する人さえいる（LGBTグルーミング陰謀論）。ホルモン療法をしたトランスジェンダーは早死にするといった虚偽情報もある。
トランスジェンダーと自閉症には重複（交差性）があることが示唆されている。一方で「自閉症の子どもがトランスジェンダーであると思いこまされて性別移行を強制されている」と反トランスジェンダーの立場にいる一部の人が主張することがあるが、そうした事実はなく、自閉症の当事者コミュニティはそうした偏見は自閉症に対する差別であるとして抗議している。アメリカ心理学会は、性別違和がニューロダイバーシティの兆候であるという一部の主張は誤っていると声明の中で解説している。
近年では女性専用空間にトランス女性が立ち入ることについての是非が争点となり、特に一部のフェミニストや宗教団体の間で議論が起き、女性が性犯罪などの危険に晒されると主張している者もいる。その議論の中、まるでトランスジェンダーを性犯罪者のように扱う言説がSNSなどで目立ち、事実に基づかない主張で不安を煽り、トランスジェンダー当事者を苦しめている状況がある。アメリカでは、トランスジェンダー当事者の人のうち約7割がトイレのアクセスを拒否されたり、トイレで嫌がらせを受けたり、何らかの形の身体的暴行を経験したりしたという調査結果も報告されている。カリフォルニア大学ロサンゼルス校の研究によれば、トランスジェンダーの人々に性同一性に合ったトイレなどの公共施設を使用させることで一般の安全上のリスクが高まるという証拠は確認されていない。性同一性に基づいて法的な性別の変更ができる法律が世界各地で作られているが、例えばアルゼンチンではそうした法律の制定から10年が経過しても、女性に対する暴力が増加したという報告はない。すでに長年にわたって性同一性に基づく差別を禁止してきた地域がいくつもあるが、それらの地域で女性専用空間に侵入する性犯罪者が増加したという報告はなく、Equality Federationのレベッカ・アイザックスは、トランス女性の立ち入りを認めることは危険であると流布する一連の主張は「燻製ニシンの虚偽」であると語っている。一部の危険主張派の人々は、男性の性犯罪者が自分はトランスジェンダーであると嘘をついて罪を逃れようとする可能性を心配するが、その人の性同一性がなんであれ、性犯罪行為をした時点で性犯罪者であることには変わりなく、犯罪を誤魔化す有効な手段にはならないとヒューマン・ライツ・キャンペーンは述べている。トランスジェンダーへの差別を法律や条令で禁止すると、「自分は女」とトランスジェンダーを装って自称すれば女湯などの女性スペースに入れてしまうといった声も一部で聞かれるが、そのような事実は存在せず、公衆浴場などの衛生や風紀に必要な措置を講じるための男女を分ける措置を妨げるものではなく、自分は女性であるとなりすましを行う性犯罪者などの人物がいたとしても、その人のジェンダーが何であれ、例えば日本であれば、迷惑行為防止条例等、偽計業務妨害罪、建築物侵入罪などの構成要件の該当性を否定したり、違法性を阻却するものではない。
トランスジェンダーのアスリートのスポーツ大会への参加はしばしば論争のまとになってきた。一部の人はトランスジェンダーの参加はスポーツ競技に不公平を招くと懸念の声をあげ、地域によってはトランスジェンダーのアスリートを競技から締め出す動きもある。とくにトランスジェンダーのアスリートがスポーツ大会で好成績をおさめると批判的な注目が高まりやすいが、一方でトランスジェンダーであれシスジェンダーであれスポーツ選手が競技で記録的な実績をだすことは別に珍しいことではなく、トランスジェンダー特有の異常な出来事であることを示すデータはない。アメリカ心理学会のような研究者組織やアメリカ自由人権協会のような人権団体も、トランスジェンダーのアスリートが自分の性同一性に合ったチームでプレイすることが、スポーツや競技の公平性に影響を与えるという主張を裏付ける証拠はないとしている。国際スポーツ医学連盟はトランスジェンダーの選手の出場を制限することは五輪憲章の原則に反するとしている。
出生時に割り当てられた性別どおりの外見や行動をとっていない人物を特定し、規範的なジェンダー表現を課したり強制したりする、もしくはトランスジェンダーではないかと疑って決めつけるような行為をする者もおり、「ジェンダー・ポリシング」と呼ばれている。
こうした一連の「トランスジェンダーが社会の秩序や規範を乱す」ことを前提とした虚偽情報や陰謀論を取り込んだ反トランスジェンダーの主張はモラルパニックとされている。

### トランスジェンダー追悼の日

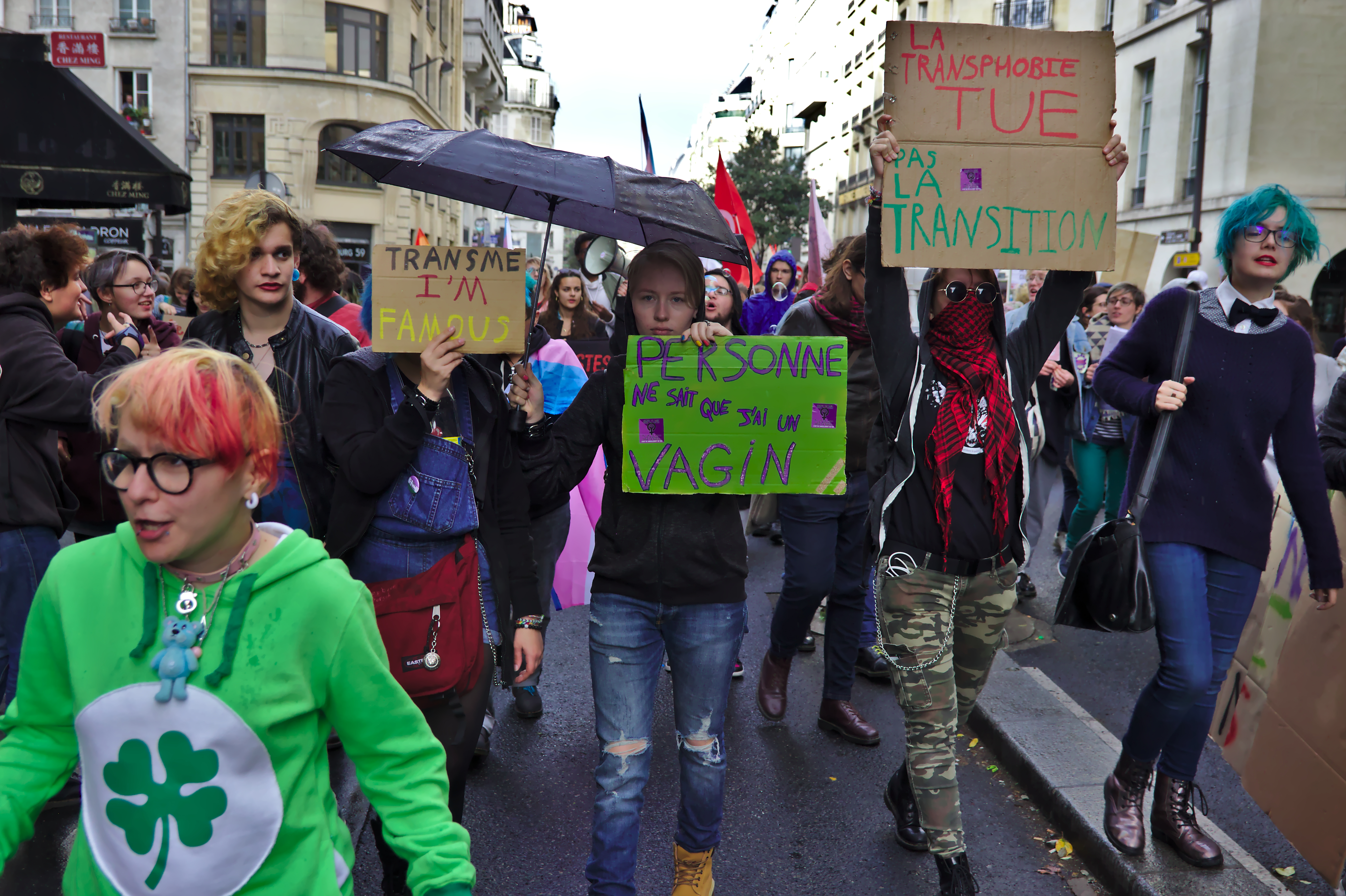
トランスマーチ「Existrans」2017年

## イベント

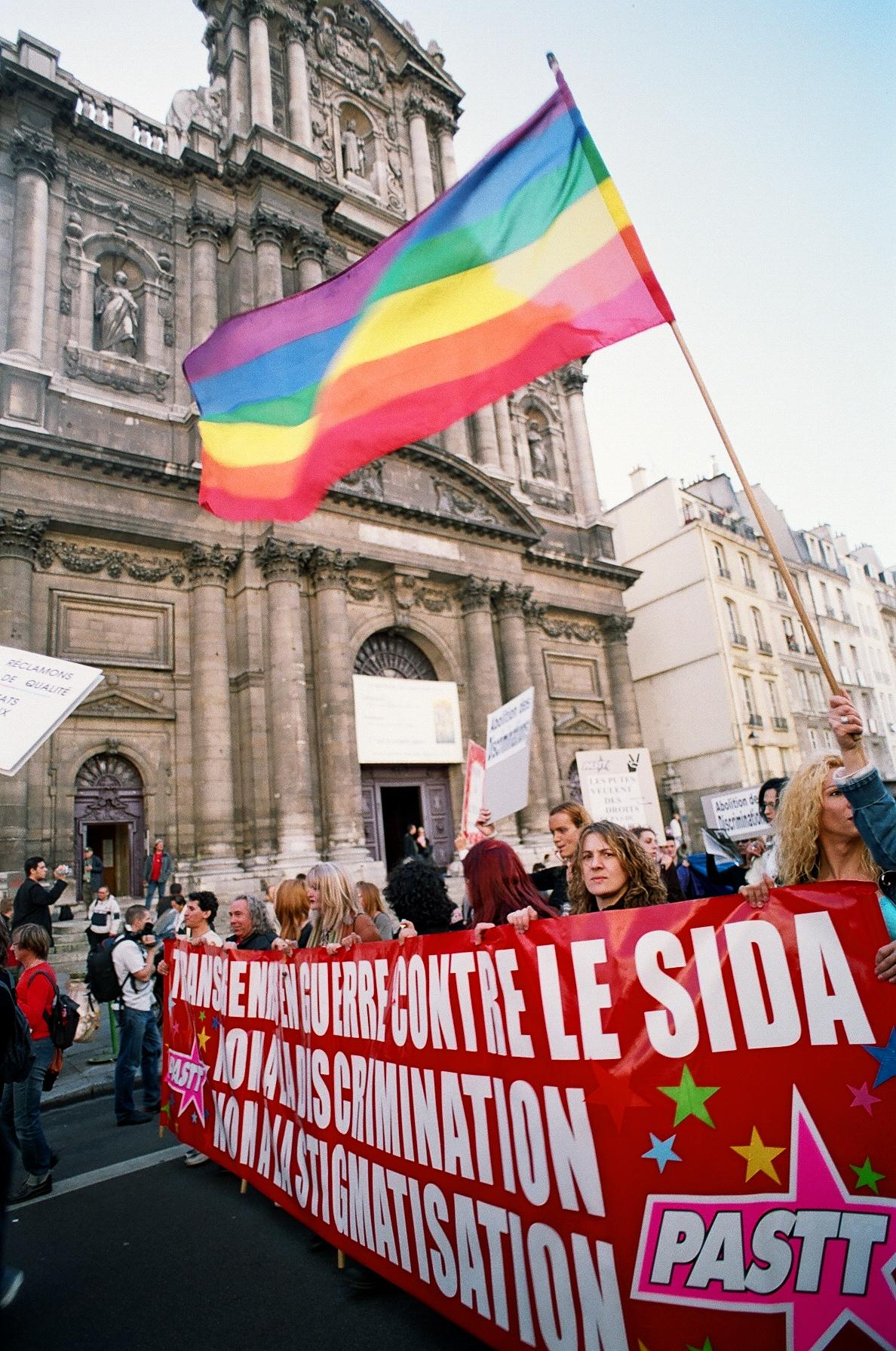
2005年10月1日にパリで行われたトランスジェンダーのためのデモ

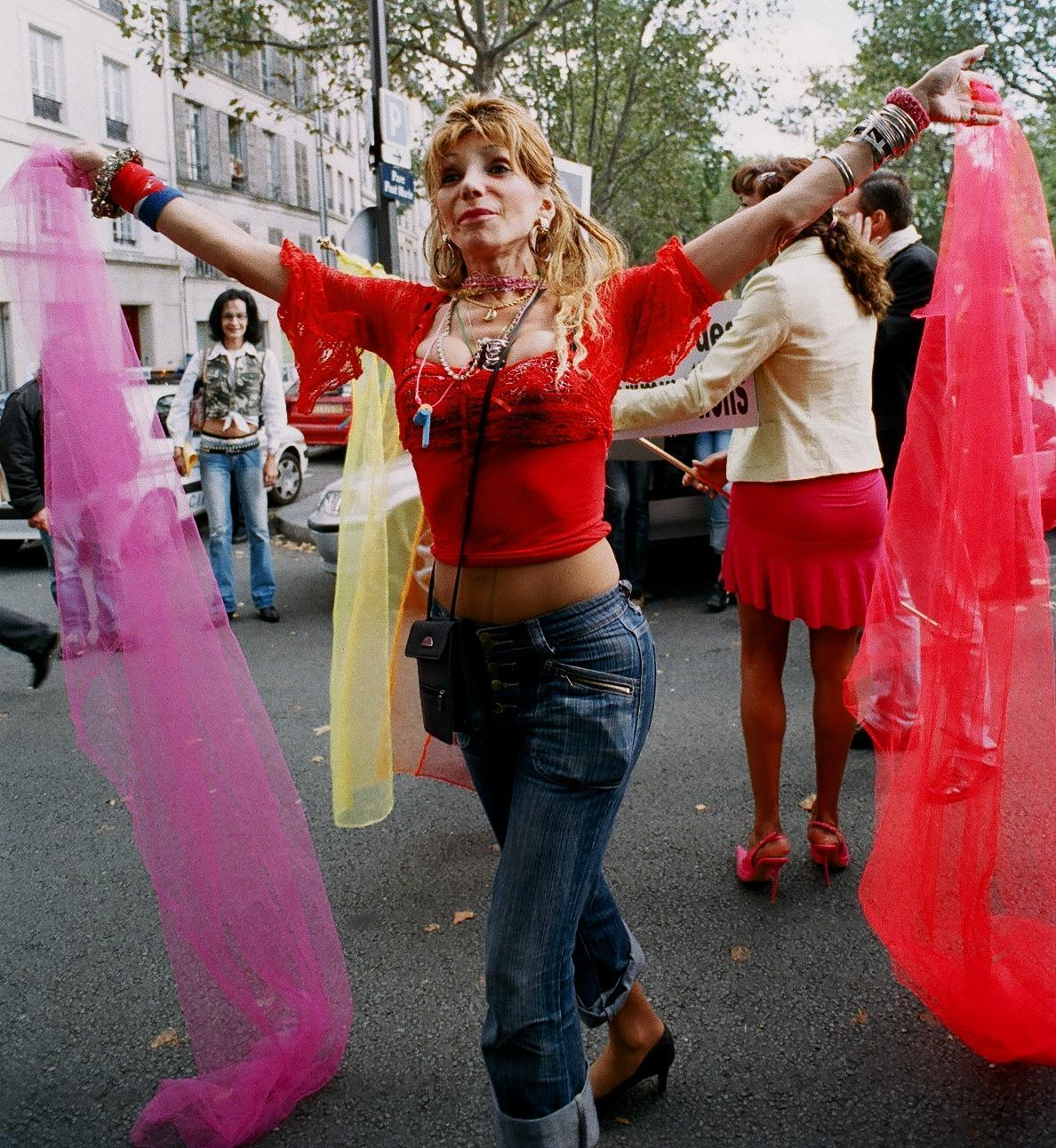
2005年10月1日にパリで行われたデモに参加したトランスジェンダーのカミーユ・カブラル・パリ第17区・区議会議員

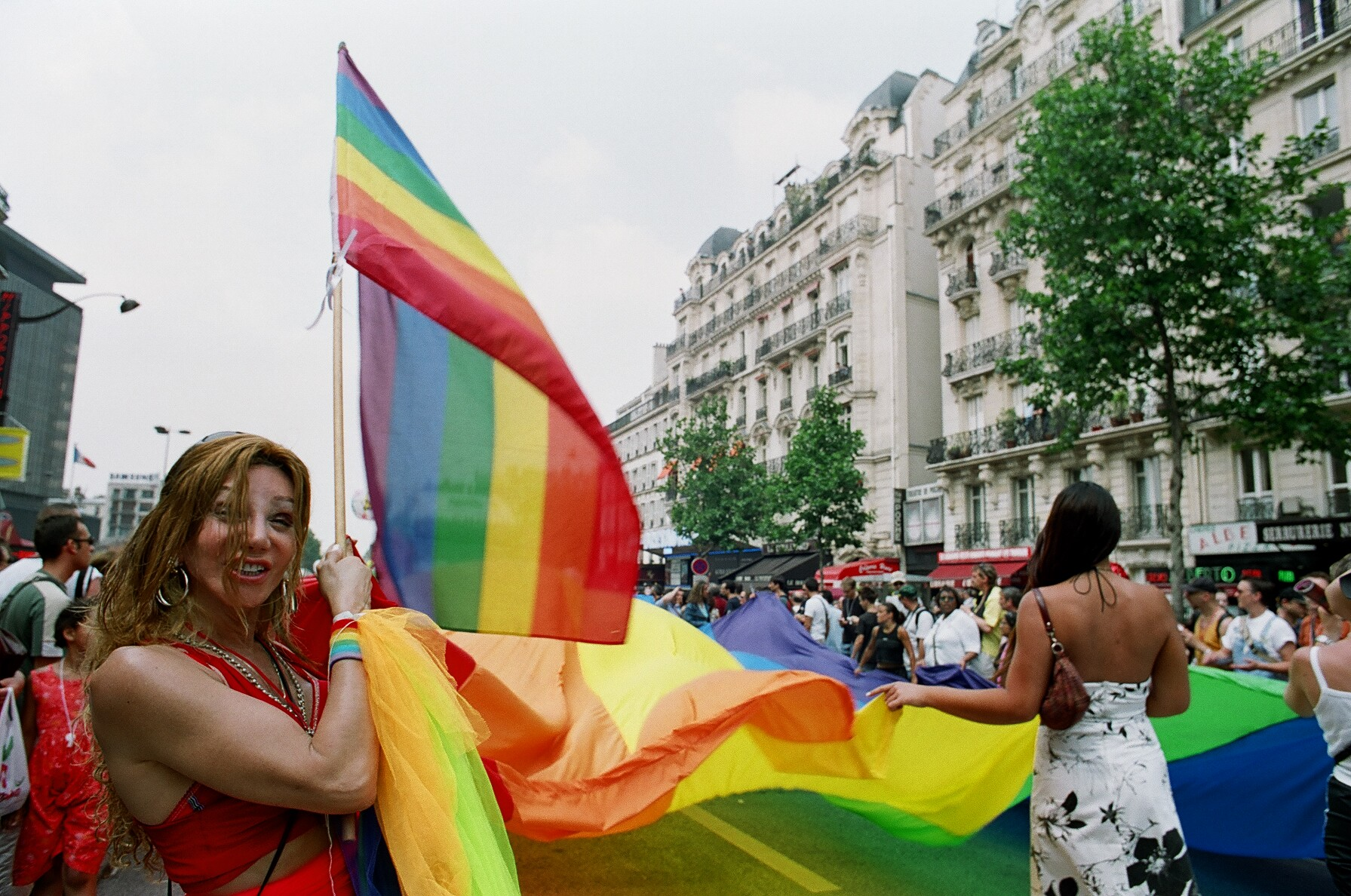
パリのゲイ・パレードに参加したNGO・PASTTのパフォーマンス、2005年6月25日

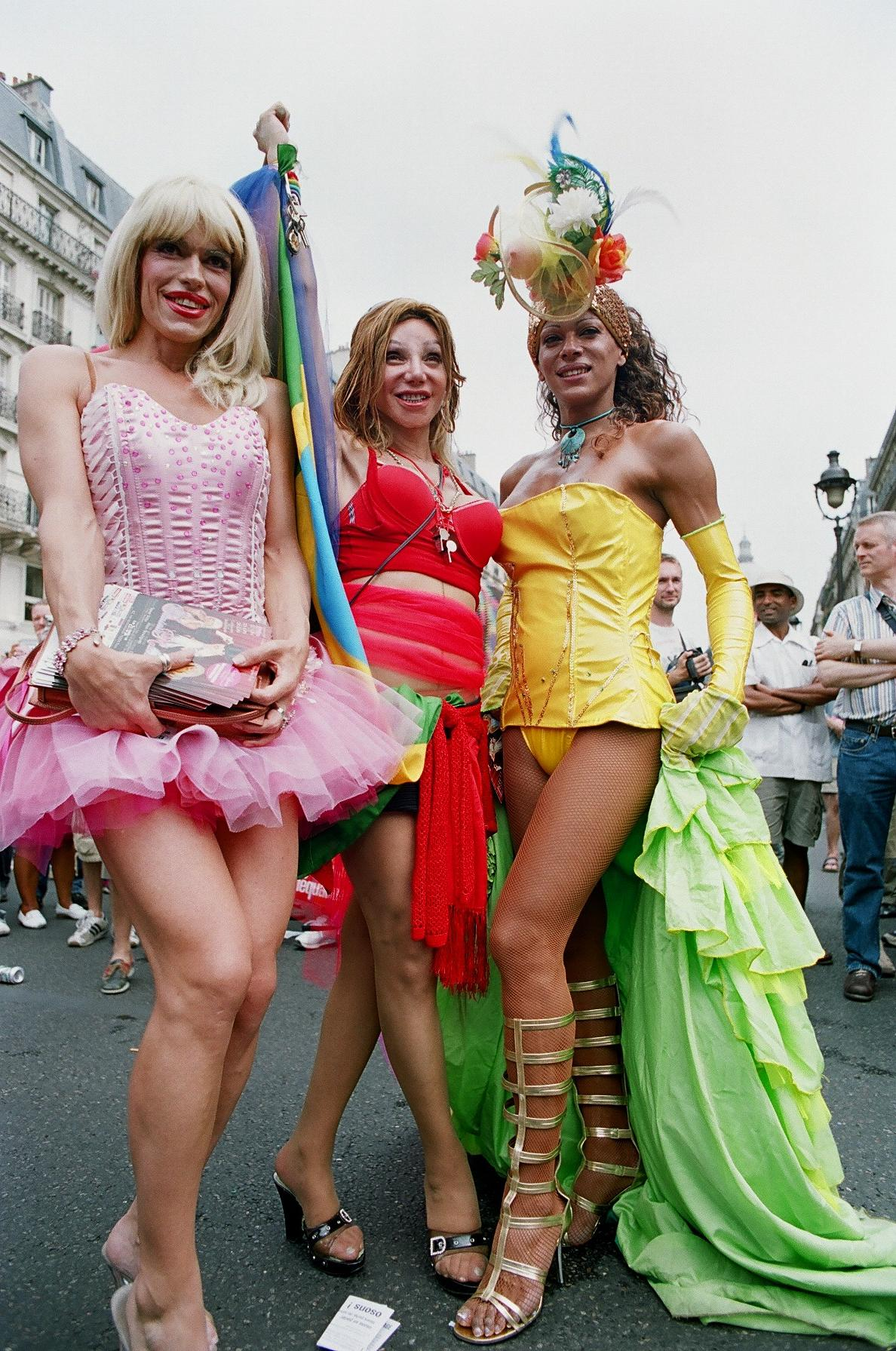
パリのゲイ・パレードに参加したトランスジェンダーのアクティヴィストのチーム、2005年6月25日

### トランスマーチ
毎年、世界中でトランスジェンダーの問題について行進・プロテスト・集会が行われている。LGBTの人々のために地元で行われるプライド・パレードの時期に行われることが多い。トランスマーチのイベントは、コミュニティを構築し、人権問題に取り組み、認知度を高めるために、トランスジェンダーのコミュニティーによって頻繁に開催されている。
日本では、TransGender Japanにより、2021年11月20日に初めて東京都新宿でトランスマーチが開催され、500人近くの人が参加した。

## 旗・シンボル

トランスジェンダー・プライド・フラッグ

LGBTの旗・シンボルとして、虹色の旗が知られるが、トランスジェンダーの旗として、「トランスジェンダー・プライド・フラッグ（Transgender Pride Flag）」が知られている 。
トランスジェンダー・プライド・フラッグは、アメリカのトランス女性モニカ・ヘルムズによって1999年に創られ、2000年に米国アリゾナ州フェニックスのプライドパレードで初めて発表された。
この旗は、トランスジェンダーコミュニティを表し、中央に5つの水平ストライプ（ライトブルー2つ、ピンク2つ、ホワイト1つ）から構成されている。
ヘルムズはトランスジェンダー・プライド・フラッグの意味を次のように記述している。
「上下の水平ストライプは、男の赤ちゃんの伝統的な色のライトブルーで、その隣のストライプは女の赤ちゃんの伝統的な色のピンク。中間のストライプは白で、間性、移行中、または中立的や未定義の性別を持っていると考えている人のためのものです。あなたがこの旗をどのように掲げても、それは常に正しいものであり、私たちの生活の中で正確さを見出すことを意味しています」
英国では、ブライトン・アンド・ホヴ評議会が、トランスジェンダー追悼の日にこの旗を掲揚している。ロンドン交通局はまた、2016年トランスジェンダー認知週間に、ロンドン地下鉄のブロードウェイ55番地本部から旗を掲揚した。
2012年11月19日と20日に初めて、サンフランシスコのカストロ地区の大きな公共旗掲揚台（通常はレインボー・フラッグが掲揚される）から掲げられた。トランスジェンダー追悼の日を記念したもので、旗を掲げる式典は地元のドラァグクイーンLa Monistatによって主宰された。
2014年8月19日、モニカ・ヘルムズはトランスジェンダー・プライド・フラッグ（現物）をスミソニアン国立アメリカ歴史博物館に寄贈した。
2016年、サンタクララ郡はトランスジェンダー・プライド・フラッグを掲げる、米国で最初の郡政府になった。

### 異なるトランスジェンダー・プライド・フラッグ
モニカ・ヘルムズのオリジナルのトランスジェンダー・プライド・フラッグのデザインに加えて、多くのコミュニティが独自のバリエーションを作っている。

#### ブラック・トランス・フラッグ
「ブラック・トランス・フラッグ（Black Trans Flag）」と呼ばれるトランスジェンダー・プライド・フラッグは、トランス活動家で作家のRaquel Willisにより作られた。中央には、オリジナルの白いストライプの代わりに、黒いストライプが使用されている。Willisは、より大きなトランスジェンダー運動とは対照的に、黒人のトランスコミュニティが直面するより高いレベルの差別、暴力、殺人を表現するシンボルとして作成した。はじめに彼女のFacebookアカウントに投稿された。2015年8月25日、ブラックトランスジェンダー活動家たちにより、Black Trans Liberation Tuesdayの一部としてアメリカ合衆国中で初めて実際に使用された。Black Trans Liberation Tuesdayは、年間を通じて殺害された黒人のトランスジェンダー女性のために、Black Lives Matterと併せて開催された。

### トランスジェンダーの関連団体
- トランスジェンダー組織（英語版）
- トランスジェンダーの権利に反対する組織（英語版）